# ジェイアール・イーストユニオン
ジェイアール・イーストユニオン（略称：イーストユニオン）は、東日本旅客鉄道（JR東日本）社員により組織された労働組合の一つである。日本労働組合総連合会（連合）に所属している連合組織である日本鉄道労働組合連合会（JR連合）に加盟している。

## 概要
- 組合員数（2025年4月1日現在）

17人
- 組織構成

4の地方本部から構成される。
1. 新潟地方本部：新潟支社エリア
2. 横浜地方本部：横浜支社エリア
3. 東京地方本部：東京支社エリア
4. 仙台地方本部：仙台支社エリア

## 沿革
- 2013年（平成25年）12月16日 : ジェイアール東日本労働組合（ジェイアール東日本ユニオン）とジェイアール労働組合（JR労組）が統一し、JR東日本労働組合（東日本ユニオン）が発足したが、過去に両者が鋭く対立した経緯から各地で大量脱退が相次ぎ、組合員数は1,200人弱まで激減した。この時脱退した統一反対派の組合員を中心に、2014年（平成26年）ジェイアール・イーストユニオン（JREユニオン）を結成し、JR連合へ加盟。
- 2025年（令和7年）7月13日 : 組合略称をイーストユニオンに変更。